# Görel Partapuoli
Görel Kristina Partapuoli (* 25. Februar 1954 in Sorsele) ist eine ehemalige schwedische Skilangläuferin.
Partapuoli, die für den Lycksele IF startete, gewann bei den Junioreneuropameisterschaften 1973 in Kawgolowo die Bronzemedaille mit der Staffel und errang bei den Svenska Skidspelen 1973 in Falun den zweiten Platz bei den Junioren über 5 km. Bei den nordischen Skiweltmeisterschaften 1974 in Falun belegte sie den fünften Platz mit der Staffel. Zwei Jahre später lief sie bei den Olympischen Winterspielen in Innsbruck auf den 22. Platz über 5 km, den 16. Rang über 10 km und den vierten Platz mit der Staffel. Bei schwedischen Meisterschaften siegte sie im Jahr 1974 über 5 km und im Jahr 1975 über 10 km.